# Monika Kuszyńska
Monika Kuszyńska (n. Łódź, Polonia, 14 de enero de 1980) es una cantante, compositora, profesora y musicoterapeuta polaca. Fue vocalista durante varios años de la banda polaca de pop rock, Varius Manx. Representó a Polonia en el Festival de la Canción de Eurovisión 2015.

## Biografía
Nacida en la ciudad polaca de Łódź, en el año 1980. Se graduó en el XXI Liceum Ogólnokształcące im. B. Prusa y tras finalizar sus estudios fue profesora de Bellas Artes como musicoterapeuta en la escuela de música de Łódź.
Monika Kuszyńska entró en la escena de la música polaca en el 2000, cuando fue seleccionada como la nueva vocalista de la banda de pop rock polaco "Varius Manx", en sustitución de la cantante Kasia Stankiewicz. En 2001, lanzó su primer álbum con la banda, titulado Eta. Al año siguiente, lanzó su segundo álbum con ellos y se tituló Eno.
El día 28 de mayo de 2006, Monika Kuszyńska junto con otros miembros de la banda de Varius Manx, estuvieron involucrados en un accidente de tráfico grave dado en la ciudad de Milicz. Debido al accidente sufrido, Monika padece una parálisis de cintura para abajo y se ve obligada a usar una silla de ruedas.
En ese mismo año se les fue dedicado el IV Sopot TOP Trendy Festival para recaudar fondos destinados a la recuperación de las personas que sufrieron el accidente de tráfico, en el que actuaron numerosos artistas tanto de nivel nacional como internacional: Kasia Kowalska, Maanam, Anita Lipnicka, Kuba Badach, Andrzej Piaseczny, SiStars, Blue Café, Monika Brodka, Tomasz Makowiecki, Mandaryna, Margo...
En el mes de febrero de 2010, fue sustituido por Anna Józefina Lubieniecka (más conocida por el nombre de Lari Lu) como la cantante de Varius Manx. En junio del mismo año, Kuszyńska realiza una aparición en público por primera vez desde su accidente, en el programa de televisión Dzień Dobry TVN de la cadena TVN (Polonia).
En 2012, fue una de los concursantes de la versión polaca de La batalla de los coros y se coloca quinto lugar. 
Durante estos años también ha sacado algunos singles y ha participado en diversos programas y festivales como el de Opole...
En 2013, recibió la Cruz de Oro al Mérito de Polonia, por sus logros en la actividad artística y la caridad para promover el deporte para personas con discapacidad.
El día 9 de marzo de 2015, tras participar en la selección nacional Krajowe Eliminacje, se anunció que Monika Kuszyńska representaría Polonia en el Festival de la Canción de Eurovisión 2015 que se celebró en el Wiener Stadthalle de la ciudad de Viena (Austria), con la canción "In the name of love" (en español: "En el Nombre del Amor").
Escogió esa canción porque el lema oficial de Eurovisión 2015, fue "Construyendo puentes" que quería decir que hay que unir a los países que estuvieron durante la Segunda Guerra Mundial y que da igual cómo seamos.
En la semifinal que actuó, quedó en 8.º posición con 57 puntos, por tanto pasó a la Gran Final de Eurovisión del día 23 de mayo, en la que quedó en 23º posición con un total de 10 puntos, 4 de Francia, 3 de Irlanda, 2 de Reino Unido y 1 de San Marino. 

## Discografía

### Solista
| Título  | Detalles | Posición peak en los charts |
| Título  | Detalles | POL                         |
| ------- | --- | --------------------------- |
| Ocalona | - Fecha de lanzamiento: 12 de junio de 2012 - Discográfica: EMI Music Poland - Formato: CD, descarga digital | 40                          |

### Con Varius Manx
| Título | Detalles                                                                                                   | Posición peak en los charts |
| Título | Detalles                                                                                                   | POL                         |
| ------ | --- | --------------------------- |
| Eta    | - Fecha de lanzamiento: 27 de agosto de 2001 - Discográfica: Pomaton EMI - Formatos: CD                    | 13                          |
| Eno    | - Fecha de lanzamiento: 19 de octubre de 2002 - Discográfica: Pomaton EMI - Formatos: CD, descarga digital | 15                          |
| Emi    | - Fecha de Lanzamiento: 31 de marzo de 2004 - Discográfica: Pomaton EMI - Formatos: CD, descarga digital   | —                           |

## Premios y condecoraciones
| Premio                                  | Año  | Categoría                                                   | Resultado |
| --------------------------------------- | ---- | ----------------------------------------------------------- | --------- |
| XLIX Festival Musical de Opole          | 2012 | SuperPremiery 2012                                          | Nominada  |
| Wiktory                                 | 2013 | Canción estrella                                            | Nominado  |
| Premios Manzana de Plata (Revista Pani) | 2013 | Mejor pareja de Polonia (Junto a su marido James Raczynski) | Ganadora  |
| Ona to Skarb                            | 2014 | Premio Elección del Editor de la revista "ORO"              | Ganadora  |
| Superjedynki                            | 2015 | SuperArtysta sin fronteras                                  | Ganadora  |

| Distinción                       | Período | Lugar   |
| Cruz de Oro al Mérito de Polonia | 2013    | Polonia |

- Por sus logros en la actividad artística y la caridad para promover el deporte para personas con discapacidad.